# Pavla Valčáková
Pavla Valčáková (22. března 1945 Přerov, tehdy Protektorát Čechy a Morava – 18. září 2021 Brno) byla česká vědkyně, lingvistka, etymoložka a slavistka zabývající se studiem staroslověnského jazyka, předsedkyně a členka Rady České tiskové kanceláře, vysokoškolská pedagožka, bystrcká zastupitelka a patriotka.

## Život a rodina
Pavla Valčáková se narodila v Přerově, kde navštěvovala základní školu. Gymnázium absolvovala v Jihlavě, kam se s rodiči přestěhovala v roce 1959.  Její otec JUDr. František Kopečný pracoval jako prvorepublikový soudce a maminka Milada Kopečná (Procházková) byla učitelka francouzštiny. Otec po roce 1948 neunikl z důvodu svého vyznání komunistickým perzekucím. To se odrazilo na dětství i dospívání Pavly Valčákové, nikdy to však nedokázalo vyvrátit její pevnou víru v Boha. V roce 1966 při studiích na Filozofické fakultě v Brně se Pavla Valčáková seznámila s budoucím manželem Milanem Valčákem. O dva roky později v roce 1968 se vzali, jejich manželství trvalo 53 let. Narodili se jim dva synové Milan a Pavel. Pavla Valčáková žila a pracovala až do své smrti v Brně, zemřela 18. září 2021 ve věku 76 let. Pohřbena je na hřbitově v městské části Brno-Žebětín.

## Vzdělání, profese, kariéra
Studium na Filozofické fakultě Masarykovy univerzity v Brně (dříve Filosofická fakulta University Jana Evangelisty Purkyně v Brně), obor čeština ruština dokončila v roce 1969, po té začala pracovat v etymologickém oddělení Ústavu pro jazyk český Akademie věd České republiky, kde pracovala po celý život. Ve svých profesních začátcích se podílela na přípravných pracích pro Etymologický slovník slovanských jazyků, hlavní náplní její práce se ovšem na dlouho stalo vypracovávání hesel pro Etymologický slovník jazyka staroslověnského, zvláště se zajímala o etymologii názvů jídel a potravin. Svou vědeckou práci rovněž publikovala v odborném časopisu Slavia (časopis pro slovanskou filologii-vědecký obor zkoumající slovanské jazyky) a další odborné literatuře (například Česká slavistika, Naše řeč). V roce 1986 úspěšně obhájila svoji kandidátskou práci. Později se také věnovala pedagogické činnosti na Filozofické fakultě Masarykovy univerzity, Ústav jazykovědy a baltistiky.
Po pádu komunistického režimu v roce 1989 se Pavla Valčáková začala angažovat i ve veřejném životě. Byla dlouholetou členkou ODS. V období mezi lety 1998 až 2002 působila jako zastupitelka na Bystrcké radnici (Bystrc městská část Brna). Dlouhé roky pracovala v kulturní komisi na radnici v Bystrci. Účastnila se obnovy tradice Bystrckých hodů. Přispívala svými články do Bystrckých novin. Byla též spoluautorkou knih o místním rodáku, malíři, sochaři a grafikovi Jakubu Obrovském (Jakub Obrovský první vydání v roce 1999, Jakub Obrovský druhé upravené a rozšířené vydání z roku 2010). 
V roce 2006 byla zvolena Poslaneckou sněmovnou Parlamentu České republiky (usnesení č. 82/2006 ze dne 8. listopadu 2006) členkou Rady České tiskové kanceláře (ČTK). V roce 2009 se stala předsedkyní Rady České tiskové kanceláře a byla jí až do skončení jejího mandátu v roce 2011. 

## Publikace
- Etymologický slovník jazyka staroslověnského Seš. 17. Brno: Tribun EU. 2014. ISBN 9788026308430.,Seš. 16. Brno: Tribun EU. 2012. ISBN 9788026303046. Seš. 15. Brno: Tribun EU. 2010. ISBN 9788073991982., Seš. 14. Praha: Academia. 2008. ISBN 9788020017666. Seš. 13. Praha: Academia. 2006. ISBN 8020014268., Seš. 12. Praha: Academia. 2004. ISBN 80-20012370.,  Seš. 11. Praha: Academia. 2002. ISBN 8020010025., Seš. 10. Praha: Academia. 2000. ISBN 80-20007199., Seš. 9. Praha: Academia 1999. ISBN 8020007679., Seš. 8. Praha: Academia 1998. ISBN 8020006974., Seš. 7. Praha: Academia 1997. ISBN 8020005307., Seš. 6 . Praha: Academia 1996. ISBN 8020005374., Seš. 5. Praha: Academia 1995. ISBN 802000534X., Seš. 4 . Praha: Academia 1994. ISBN 8020004912., Seš. 3. Praha: Academia 1992. ISBN 8020000313., Seš. 2. Praha: Academia 1990 ISBN 8020002227., Seš. 1. Praha: Academia 1989. ISBN 8020002227
- Etymologický slovník slovanských jazyků Kopečný, František, ISBN 9788073540883, 1127 s, nakl. Šimon Ryšavý, reprint 2010
- Názvy koření ve slovanských jazycích 1998  Zdrojový dokument: Slavia, 67, č. 1-2, 1998, s. 73-80 Vyšlo též ve sb. Česká slavistika
- Názvy masa a některých masitých výrobků v jihoslovanských jazycích  Zdrojový dokument: Les études balkaniques tchèques 10 : Sborník statí z česko-makedonské vědecké konference, pořádané katedrou slavistiky FF UK v Praze v červnu 1998 /, Praha, Euroslavica 1999, 135 s., ISBN 8085494507
- Sémantická motivace některých názvů pečiva ve slovanských jazycích  Zdrojový dokument: Studia etymologica Brunensia 1 [StEBr 1] : Sborník příspěvků z mezinárodní vědecké konference Etymologické symposion Brno 1999 (Slovanská etymologie v indoevropském kontextu), Šlapanice u Brna 7.-9. září 1999 /, Praha, Euroslavica 2000, 375 s., ISBN 8085494582
- Slovanské názvy měsíců motivované klimatickými změnami  Zdrojový dokument: Ukrajinistika: minulost, přítomnost, budoucnost 3 = Ukrajinistyka: mynule, sučasne, majbutne 3 : Jazyk. Mova /, Brno, Sojnek - Galium 2015, 553 s., ISBN 9788090618312
- Reálie v moravsko-panonských legendách  Zdrojový dokument: Příspěvky ke slovanské filologii /, Brno, Ústav slavistiky FF MU 1999, 105 s., ISBN 8021021217
- Některé slovanské názvy jídel  Zdrojový dokument: Slavia : časopis pro slovanskou filologii Praha : Slovanský ústav AV ČR, 1994, č. 1 (1994), s. 47-52
- Některé staročeské názvy jídel  Zdrojový dokument: Verba et historia. Igoru Němcovi k 80. narozeninám / Praha: Ústav pro jazyk český Akademie věd ČR, 2005 399 s. ISBN 8086496201, s. 373-379 Résumé anglicky s. 379 Some Old Czech names of food
- Stsl. názvy chleba a jejich kontinuanty v jihoslovanských jazycích  Zdrojový dokument: Studia Balkanica Bohemo-Slovaca. IV, příspěvky přednesené na IV. balkanistickém sympoziu v Brně ve dnech 25. a 26. května 1994 / 1. vydání Brno : Masarykova univerzita v Brně, 1995 Opera Universitatis Masarykianae Brunensis. Facultas Philosophica = Spisy Masarykovy university v Brně. Filosofická fakulta ; 304 217 stran ISBN 8021011580, s. 117-123
- Názvy některých délkových a plošných měr ve slovanských jazycích  Zdrojový dokument: Slavia : časopis pro slovanskou filologii Praha : Slovanský ústav AV ČR, 2008, č. 1-3 (2008), s. 211-219
- Vladimír Šaur (30. 12. 1937 - 10. 1. 2014) Zdrojový dokument: Slavia : časopis pro slovanskou filologii Praha : Slovanský ústav AV ČR, 2014 0037-6736 Roč. 83, č. 3 (2014), s. 366-367
- Vitalij Hryhorovyč Skljarenko (14. 8. 1937 - 20. 7. 2020)  Zdrojový dokument: Slavia : časopis pro slovanskou filologii Praha : Slovanský ústav AV ČR, 2020 0037-6736 Roč. 89, č. 4 (2020), s. 479-481
- XIII. mezinárodní sjezd slavistů - Lublaň 2003: Etymologie  Zdrojový dokument: Slavia : časopis pro slovanskou filologii Praha : Slovanský ústav AV ČR, 2004 0037-6736 73, č. 2 (2004), s. 221-236
- XIV. mezinárodní sjezd slavistů – Ochrid 2008  Zdrojový dokument: Slavia : časopis pro slovanskou filologii Praha : Slovanský ústav AV ČR, 2009 0037-6736 78, č. 1-2 (2009), s. 177-205
- Etymologické symposion Brno 2005 Příspěvky z oboru slovanské etymologie Zdrojový dokument: Slavia, 75, č. 2, 2006, s. 231-233., Praha, Euroslavica 2006, 480 s.
- Z materiálů Etymologického slovníku slovanských jazyků: nak'lja, naprasn', narandža, nat' Zdrojový dokument: Slavia : časopis pro slovanskou filologii Praha: Slovanský ústav AV ČR, 1994 0037-6736. 63, č. 2 (1994), s. 149-157
- Církevněslovanské expanze v materiálech etymologického slovníku jazyka staroslověnského Zdrojový dokument: Cyril a Metod - Slovensko a Európa : Zborník z medzinárodnej vedeckej konferencie v Trnave 25. - 29. mája 2005 /, Trnava, Univ. sv. Cyrila a Metoda v Trnave 2007, 252 s., 978-80-89220-87-8
- České a slovenské názvy prejtů a výrobků jimi plněných  Zdrojový dokument: Polszczyzna północno-wschodnia 2 /, Białystok, Uniw. w Białymstoku ; 1999, 320 s.
- Dodatek k soupisu prací Vladimíra Šaura  Zdrojový dokument: Linguistica Brunensia, 63, č. 1, 2015, s. 99
- Etymologie některých českých lidových názvů jídel  Zdrojový dokument: Čeština v pohledu synchronním a diachronním [ČSynDia] : Stoleté kořeny Ústavu pro jazyk český /, Praha, Karolinum 2012, 857 s., 978-80-246-2121-0
- Etymologus Zdrojový dokument: Etymologus: Festschrift for Václav Blažek /, Hamburg, Baar-Verlag 2020, 449 s., ISBN 9783935536424, ISBN 9783935536424
- Sborník prací filozofické fakulty brněnské univerzity  Zdrojový dokument: Sborník prací filozofické fakulty brněnské univerzity 53 , č. A 52, 2004, s. 197-198
- Josef Miloslav Kořínek (1899-1945)  Zdrojový dokument: SFFBU, 44, č. A 43, 1995, s. 139-14
- K výkladu jména Spytihněv Zdrojový dokument: Acta onomastica Praha : Ústav pro jazyk český AV ČR, 2006 1211-4413 80-86496-34-1 47, (2006,) s. 464-466
- Sémantická motivace názvů druhého měsíce v roce v indoevropských jazycích  Zdrojový dokument: Etymologica Slavica : Studia etymologiczne poświęcone prof. Franciszkowi Sławskiemu z okazji setnej rocznicy urodzin /, Warszawa, Instytut Slawistyki PAN 2019, 365 s., 978-83-66369-01-6
- Z materiálů Etymologického slovníku slovanských jazyků  Zdrojový dokument: Slavia, 70, č. 2, 2001, s. 203-208
- Sedadlo a jeho synonyma v češtině  Zdrojový dokument: Naše řeč, 77, č. 4, 1994, s. 202-207
- Plantago/jitrocel ve slovanských jazycích  Zdrojový dokument: Slavia : časopis pro slovanskou filologii Praha : Slovanský ústav AV ČR, 2010 0037-6736 79, č. 1 (2010), s. 134-141
- Názvy jídel v stsl. a csl. památkách makedonské redakce  Zdrojový dokument: Makedonsko-češka naučna konferencija /, Skopje, Univ. Sv. Kiril i Metodij 1998, 294 s., 9989-724-08-3
- Některé názvy měr v jihoslovanských jazycích  Zdrojový dokument: Studia Macedonica [StMac] : Sborník referátů přednesených na 4. česko-makedonské konferenci ve dnech 10.-13. června 2007 v Brně /, Boskovice, Albert 2008, 302 s., 978-80-7326-126-9
- Ovladovna  Zdrojový dokument: Naše řeč, 82, č. 1, 1999, s. 54
- Matzenauerovy etymologie v Etymologickém slovníku jazyka staroslověnského  Zdrojový dokument: Studia etymologica Brunensia 2 [StEBr 2] : Sborník příspěvků z mezinárodní vědecké konference Etymologické symposion Brno 2002, pořádané etymologickým oddělením Ústavu pro jazyk český AV ČR v Brně ve dnech 10.-12. září 2002 /, Praha, Nakl. Lidové noviny 2003, 453 s., 80-7106-654-0
- Motivace slovanských názvů pro uditi a uzené maso  Zdrojový dokument: SFFBU, 45, č. A 44, 1996, s. 25-27 Poznámka: Vyšlo též v časop. Linguistica ONLINE č. 1-2/2006
- Stč. šerka "tkanina"  Zdrojový dokument: Studiji z onomastyky ta etymolohiji 2005 /, Kyjiv, Inst. ukr. movy 2005, 291 s., 966-02-3762-6
- Přínos Radoslava Večerky pro etymologii  Zdrojový dokument: Vesper Slavicus : Sborník k nedožitým devadesátinám prof. Radoslava Večerky /, Praha, Nakl. Lidové noviny 2018, 251 s., 978-80-7422-620-5
- Z etymologií v pracích V. Tkadlčíka  Zdrojový dokument: Cyrillomethodiana. Sborník k uctění památky Mons. prof. ThDr. Vojtěcha Tkadlčíka / Olomouc-Praha : Euroslavica, 2000 146 s. 80-85494-56-6, s. 143-145
- Jakub Obrovský [Aut.]: Bartůšková, Sylva - Severinová, Jana - Valčáková, Pavla. Brno : Nakl. Šimon Ryšavý, 1999. 80 s., fot. ISBN 8086137279
- K brněnské hantýrce  Zdrojový dokument: Teorie a empirie : Bichla pro Krčmovó /, Brno, MU 2006, 304 s., ISBN 8021039558
- Úvod do fonologie (překlad)  Josef Miloslav Kořínek, Adolf Erhart, původ. dílo J. M. Kořínka ze sloven. přel. Pavla Valčáková, předml. Adolf Erhart, Štefan Peciar,  Praha, Academia 2000 139 s  ISBN 8020002308
- On some Old Church Slavonic names of volume measurements  Zdrojový dokument: Etymological Research into Old Church Slavonic : Proceedings of the Etymological Symposium Brno 2014, 9-11 September 2014, Brno /, Praha, Nakl. Lidové noviny 2015, 457 s., 978-80-7422-381-5
- Names for linear and square measures in Slavic languages  Zdrojový dokument: Zbornik na rezimea. T. 1: Lingvistika : 14 Meǵunaroden kongres na slavisti, Ochrid, 10 - 16 ceptemevri 2008 /, Skopje, Makedonski slavistički komitet 2008, 314 s., 978-9989-2886-0-9
- Church Slavonic pokrǫta  Zdrojový dokument: Slovenska etimologija danas : Zbornik radova sa simpoziuma održanog od 5. do 10. septembra 2006. godine /, Beograd, Srpska akad. nauk i umetnosti 2007, 483 s., 978-86-7025-451-0 Poznámka: Vyšlo česky též v časop. Linguistica ONLINE č. 8/2008
- Etymology of animal names in the works of Václav Blažek  Zdrojový dokument: Etymologus : Festschrift for Václav Blažek /, Hamburg, Baar-Verlag 2020, 449 s., 978-3-935536-42-4
- Etymology of some Czech names for food  Zdrojový dokument: Čeština v pohledu synchronním a diachronním (Stoleté kořeny Ústavu pro jazyk český) : 1.-3. června 2011 budova Akademie věd ČR, Národní 3, Praha 1. Anotace příspěvků /, Praha, ÚJČ AV ČR 2011, 63 s., 978-80-86496-49-8
- On the etymology of the Czech words kobliha and špína  Zdrojový dokument: Etymological Research into Czech : Proceedings of the Etymological Symposium Brno 2017, 12-14 September 2017, Brno /, Praha, Nakl. Lidové noviny 2017, 470 s., 978-80-7422-619-9
- Czech and Slovak names of jellies and their equivalents in Slavic languages  Zdrojový dokument: Lingua Posnaniensis, 34, 1991, s. 135-139
- The names of spices in the Slavic languages  Zdrojový dokument: 12 międzynarodowy kongres slawistów Kraków 27. 8. - 2. 9. 1998 [KSlaw 12] : Streszczenia referatów i komunikatów. Językoznawstwo /, Warszawa, Energeia 1998, 360 s., 83-85118-78-0
- Linguistica Brunensia  Zdrojový dokument: Linguistica Brunensia 59, č. 1-2, 2011, s. 312-313
- Nazvanija šelka v slavjanskich jazykách  Zdrojový dokument: Etimologija 2009-2011 /, Moskva, Nauka ; 2012, 427 s., 978-5-98604-343-2
- Die slawischen Namen der Fleischfüllen und der mit ihnen gefüllten Erzeugnisse  Zdrojový dokument: Slavia, 64, č. 4, 1995, s. 409-419
- Novyje ukrainskije etimologii  Zdrojový dokument: Ukrajinistika: minulost, přítomnost, budoucnost 2 = Ukrajinistyka: mynule, sučasne, majbutne 2 : Sborník příspěvků z mezinárodní konference konané v Brně ve dnech 19.-20. listopadu 2008. Zbirnyk statej učasnykiv mižnarodnoji konferenciji, kotra vidbulasja 19-20 lystopada 2008 roku /, Brno, MU 2009, 645 s., 978-80-210-4964-2
- Semantika i etimologija leksiki cerkovnoslavjanskich perevodov  Zdrojový dokument: Akcentolohija, etymolohija, semantyka : Do 75-riččja akademika NAN Ukrajiny V. H. Skljarenka /, Kyjiv, Naukova dumka 2012, 773 s., 978-966-00-1285-1
- Ukrainskije etimologičeskije slovari  Zdrojový dokument: Ukrajinistika: minulost, přítomnost, budoucnost 1 = Ukrajinistyka: mynule, sučasne, majbutne 1 : Sborník příspěvků z mezinárodní konference konané v Brně ve dnech 22.-23. 10. 2003 /, Brno, MU 2004, 379 s., 80-902989-7-4
- Obščeslavjanskoje nevěsta 'ta, kotoruju ne vidno'  Zdrojový dokument: Akcentolohija, etymolohija, semantyka : Do 75-riččja akademika NAN Ukrajiny V. H. Skljarenka /, Kyjiv, Naukova dumka 2012, 773 s., 978-966-00-1285-1